# ويليام عنان
ويليام عنان (بالإنجليزية: William Anane)‏ هو لاعب كرة قدم غاني، ولد في 17 نوفمبر 1979 في غانا. لعب مع روت-فايس فرانكفورت.